# 그레타 슈뢰더
그레타 슈뢰더(독일어: Greta Schröder, 1892년 6월 27일 ~ 1980년 6월 8일)는 20세기 독일의 배우이다. 고전 영화 《노스페라투: 공포의 교향곡》(1922)에서 여주인공 엘렌(미나 하커)을 연기했다.

## 참여 작품
- 골렘 (영화)
- 노스페라투: 공포의 교향곡